# Woni
Woni (gr. Βώνη, tur. Gökhan) – wieś na Cyprze, w dystrykcie Nikozja.